# Ein bißchen Frieden
Chansons représentant l'Allemagne au Concours Eurovision de la chanson
Johnny Blue
(1981) Rücksicht
(1983)
Chansons ayant remporté le Concours Eurovision de la chanson
 Making Your Mind Up
(1981)  Si la vie est cadeau
(1983)
Ein bißchen Frieden (« Un peu de paix ») est la chanson gagnante du Concours Eurovision de la chanson 1982, interprétée par la chanteuse allemande Nicole, marquant la première victoire de l'Allemagne à ce concours.
Outre l'allemand, Nicole a également enregistré la chanson en anglais : A Little Peace, en danois : En smule fred, en espagnol : Un poco de paz, en français : La Paix sur Terre, en italien : Un po' di pace, en néerlandais : Een beetje vrede, en russe : Немного мира (Nyemnogo mira, « Un peu de paix »), ainsi que dans une version multilingue incluant l'allemand, l'anglais, l'espagnol, le français et le néerlandais.

## À l'Eurovision
La chanson allemande pour le Concours Eurovision de la chanson 1982 a été sélectionnée lors d'une finale nationale organisée par le radiodiffuseur Bayerischer Rundfunk (BR).
Elle est intégralement interprétée en allemand, langue nationale, comme l'impose la règle entre 1976 et 1999. L'orchestre est dirigé par Norbert Daum. 
Ein bißchen Frieden est la 18e et dernière chanson interprétée lors du concours après Here Today Gone Tomorrow (en) des Duskeys représentant l'Irlande. Le titre se classe, à la fin du vote, 1er sur 18 chansons, après avoir reçu 161 points. C'est la première fois dans l'histoire du concours que l'Allemagne reçoit 12 points d'Israël.
Lors de la reprise de la chanson après la victoire, Nicole réinterprète la chanson en quatre langues.

## Liste des titres
Singles de Nicole
Der alte Mann und das Meer
(1981) Give Me More Time
(1982)
| A1. | Ein bißchen Frieden     | Bernd Meinunger | Ralph Siegel | 3:02 |
| B1. | Thank You, Merci, Danke | Robert Jung     | Robert Jung  | 2:47 |

| A1. | La Paix sur Terre       | Pierre Delanoë, Jean-Paul Cara, Bernd Meinunger | Ralph Siegel | 3:03 |
| B1. | Thank You, Merci, Danke | Jean-Paul Cara                                  | Robert Jung  | 2:48 |

## Classements

### Classements hebdomadaires
| Classement (1982)                      | Meilleure position |
| -------------------------------------- | ------------------ |
| Allemagne (Media Control AG)           | 1                  |
| Autriche (Ö3 Austria Top 40)           | 1                  |
| Belgique (Flandre Ultratop 50 Singles) | 1                  |
| France (IFOP)                          | 21                 |
| Irlande (IRMA)                         | 1                  |
| Norvège (VG-lista)                     | 1                  |
| Nouvelle-Zélande (RMNZ)                | 34                 |
| Pays-Bas (Nederlandse Top 40)          | 1                  |
| Pays-Bas (Single Top 100)              | 1                  |
| Royaume-Uni (UK Singles Chart)         | 1                  |
| Suède (Sverigetopplistan)              | 1                  |
| Suisse (Schweizer Hitparade)           | 1                  |

### Classements de fin d'année
| Classement de fin d'année (1982)       | Meilleure position |
| -------------------------------------- | ------------------ |
| Autriche (Ö3 Austria Top 40)           | 2                  |
| Belgique (Flandre Ultratop 50 Singles) | 17                 |
| Pays-Bas (Single Top 100)              | 1                  |
| Suisse (Schweizer Hitparade)           | 8                  |

## Reprises
- Cindy Brand